# Карл Юліус Фріцше
Карл Юліус Фріцше (нім. Carl Julius Fritzsche, 17 жовтня 1808, Нойштадт — 8 червня 1871 Дрезден) — німецький фармацевт та хімік.

## Біографія
Початкову освіту здобув удома. У 14 років вступив в Дрездені в аптеку свого дядька, потім вирушив до Берліна, де служив лаборантом в аптеці Гельмінга. Фармацевтична діяльність підготувала його до зайняття посади асистента в хімічній лабораторії берлінського професора Ейльгард Мітчерліх, під керівництвом якого у Фріцше посилилася схильність до природничих наук; він почав відвідувати університетські лекції і незабаром видав своє перше дослідження в області ботаніки: «Beitrag zur Kenntniss der Pollen», а в 1833 році представив дисертацію «De plantarum polline» і отримав ступінь доктора філософії. Він ввів терміни, які використовуються при описі пилку: «інтина» та «Екзина».